# Catedral de la Santísima Trinidad (Riga)
La catedral de la Santísima Trinidad  (en letón: Svētā Trīsvienības katedrāle) es una iglesia ortodoxa de estilo neobizantino situada en la calle Krišjānis Barones, 126 en la ciudad de Riga, capital de Letonia. Fue la sede de la eparquía -es decir, la diócesis de Riga entre 1961 y 1991, periodo en el cual la Catedral de la Natividad de Riga fue cerrada al culto y se convirtió en planetario. Dejó de ser la catedral diocesana en 1991.

## Historia
La historia de este edificio empezó en 1891 con la construcción de un hogar para niñas y mujeres jóvenes a cargo de monjas ortodoxas. Los fundadores fueron MN. Mansourova y sus dos hijas, Caterina y Natalia, que habían sido damas de honor de la corte de San Petersburgo. La casa se transformó en un monasterio en 1901 y Catalina Mansourova fue la primera abadesa.
En 1902 comenzó la construcción de una verdadera iglesia para el monasterio, dedicada a la Santísima Trinidad y que fue consagrada en 1907; el zar Nicolás II de Rusia y su primer ministro Piotr Stolipin hicieron una visita a la nueva iglesia. 
Entre las dos guerras, mientras los refugiados bolcheviques eran mayoritariamente ateos, en Riga, la vida litúrgica transcurrió tranquilamente y la iglesia continuó haciendo servicio a la vida religiosa. Pero durante la Segunda Guerra Mundial la comunidad tuvo que dispersarse y la iglesia fue cerrada. Después de la guerra, las nuevas autoridades municipales comunistas la aceptaron como iglesia parroquial. Aun así durante la época de Nikita Jruschov  hubo una campaña activa de clausura y demoliciones de iglesias y la catedral de la Natividad se cerró al culto y fue convertida en un planetario en 1961, pasando la iglesia de la Trinidad a reemplazarla como catedral diocesana hasta 1991.